# Ermida de Nossa Senhora do Desterro (Cais do Mourato)

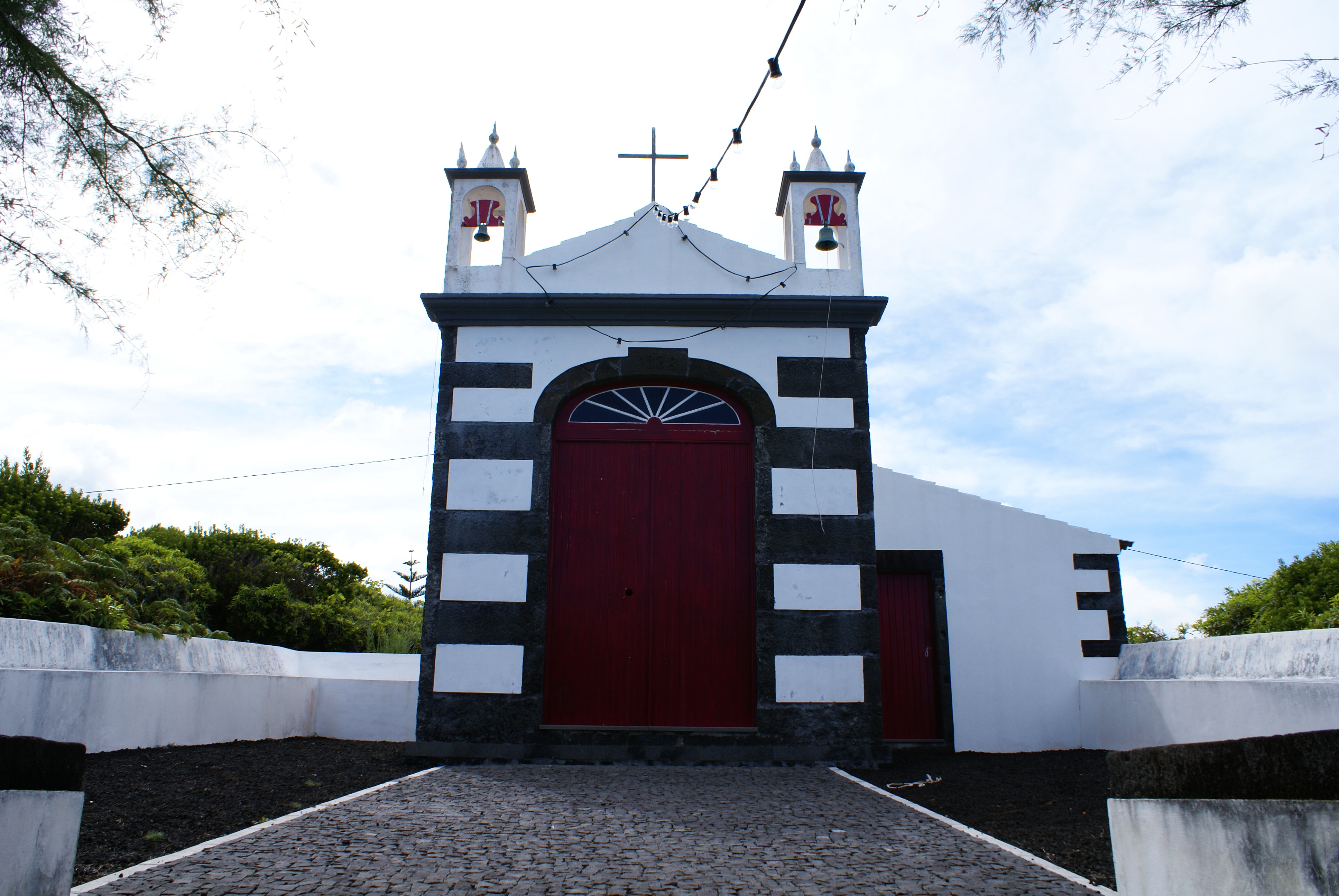
Ermida de Nossa Senhora do Desterro, Pico.

A  Ermida de Nossa Senhora do Desterro  localiza-se no lugar do Mourato, na freguesia das Bandeiras, concelho da Madalena do Pico, na ilha do Pico, nos Açores.

## História
A construção da ermida, sob a invocação de Nossa Senhora do Desterro, data de 1938, conforme cartela na sua fachada.